# Miriam D'Agostini
Miriam D'Agostini (Passo Fundo, 15 de agosto de 1978) é uma ex-tenista brasileira. Em sua carreira no esporte, atingiu o 159º lugar no ranking de duplas da WTA e um 188º lugar no ranking de simples. Disputou os Jogos Pan-Americanos de 1995 e de 1999. Também competiu nos Jogos Olímpicos de 1996.

## Carreira
Com 15 anos, foi quarta colocada no ranking mundial juvenil. No tênis profissional, foi a tenista número 1 do Brasil.
Miriam D'Agostini se destacou no Circuito Feminino da ITF. Em setembro de 1997, venceu o ITF Future Circuito de Lima, no Peru. Esteve em disputas de duplas e de simples.
Nos Jogos Olímpicos de 1996, em Atlanta, competiu ao lado de Vanessa Menga.
Em 2001, anunciou que estava deixando o tênis.
Fora das quadras, Miriam esteve em profissões dentro da área esportiva. Em 2010, passou a ocupar a área de marketing do Comitê Olímpico do Brasil. Em 2021, assumiu a direção de Comunicação e Marketing do Instituto Rede Tênis Brasil (IRTB).